# Циркус
Циркусът или Кар (на латински: circus, на немски: Kar – чаша, кресло) е глациална форма на релефа, характерна за високите части на планините. Представлява вдлъбнатина с кресловидна форма, най-често оградена от трите си страни от високи, стръмни скали, образувана вследствие на ерозионното действие на ледника, а от четвъртата, отворена част започва ледниковата долина.
Циркусите са разположени на голяма надморска височина в планините, в близост до снежната линия за съответните географски ширини. В България понастоящем няма ледници, понеже снежната линия е около и над 3000 м н.в. В миналото, при последните заледявания през плейстоцена, снежната линия в умерените ширини на Европа е слизала до около 2200 – 2300 м н.в. Поради това в Рила и Пирин е имало постоянни ледници.
Циркусите се образуват в условията на криогенен и крионивален климат, като в северното полукълбо те са разположени предимно по североизточните склонове на планините. Тези области не са подложени на директно слънчево греене и при липсата на ветрове се натрупва голямо количество сняг. Когато се натрупва много сняг, снежната маса се уплътнява във вид на фирн и в крайна сметка се превръща в ледник. Започват процеси на ледникова ерозия. В долната част на ледника протича постоянен цикъл на топене и заледяване на водата. Тя прониква в цепнатините, разширява ги и разрушава скалите. Отломъците, подпомогнати от гравитационния натиск на ледника върху скалното легло, допълнително ускоряват процеса на разрушаване чрез ледникова екзарация.
В циркусите често се наблюдават останки от разрушителното действие на ледниците – морени.
Когато два циркуса еродират един към друг, помежду им се образува седловина или скалист ръб. Известна седловина е Кончето в Пирин. Когато три циркуса еродират един към друг се образува пирамидален връх (карлинг). Известен такъв връх е Матерхорн в Алпите, а в България – Муратов връх в Пирин планина.
Често в циркусите се образуват високопланински езера.